# The Countdown
The Countdown je osmé sólové studiové album amerického kytaristy a zpěváka Richarda Lloyda. Vydáno bylo 2. listopadu roku 2018 společností Plowboy Records. První píseň z alba, nazvaná „Whisper“, byla zveřejněna již v září. Lloyda na desce doprovázela rytmická sekce Dave Roe a Steve Ebe, které doplňoval klávesista Joe Bidewell. Autorem obalu alba je sám Richard Lloyd.

## Seznam skladeb
1. Wind in the Rain
2. Smoke
3. So Sad
4. Run
5. Whisper
6. I Can Tell
7. Just My Heart
8. Something Remains
9. Down the Drain
10. Countdown

## Obsazení
- Richard Lloyd – zpěv, kytara
- Dave Roe – baskytara
- Steve Ebe – bicí
- Joe Bidewell – klávesy
- Ben Ewing – doprovodné vokály
- Richie Owens – doprovodné vokály
- Robert Kearns – doprovodné vokály
- Shannon Pollard – doprovodné vokály